# Obligación conjunta
Una obligación conjunta o mancomunada es un tipo de obligación jurídica en la que participan varios acreedores o varios deudores.
Los deudores o acreedores que participan en esta obligación no tienen relación entre sí, sino que son participantes individuales de la misma instancia. Por lo tanto, un deudor no tiene la responsabilidad de responder por toda la obligación, sino solamente, por la parte que le corresponde.